# Lasse Eerola
Lasse Olavi Eerola (Kuusankoski, 24 september 1945 – Joensuu, 7 juli 2000) was een Fins componist en musicus.

## Loopbaan
Zijn studies voor klarinet deed hij aan de Sibelius-Akademie te Helsinki en gedurende deze studie begon zijn belangstelling voor het componeren. Zo kwam hij tot compositiestudies bij Jouko Tolonen en Einojuhani Rautavaara. Sinds 1978 was hij docent voor klarinet aan het conservatorium van Joensuu. Als componist was hij bezig met werken voor blaasinstrumenten, -ensembles en harmonieorkest, orkest en kamermuziek alsook pedagogisch werk voor blaasinstrumenten.
Eerola stierf in 2000 op 54-jarige leeftijd door zelfmoord.

## Composities

### Werken voor harmonieorkest
- 1975/1988 Variations for Wind Orchestra
- 1984 Fanfare voor harmonie-orkest
- 1985 Autumn Scenes
- 1985 Fanfare II
- 1986 Fantasia for Clarinet and Wind Orchestra
- 1987 Fanfare III
- 1992 Suite for Wind Orchestra
  1. Maestoso
  2. Molto adagio e semplice
  3. Scherzando
- 1995 Suite voor harmonieorkest no. 1
- 1997 Ceremonial Fanfare for Kouvola
- 1998 Music for Brass-Quintet and Wind Orchestra
- 1999 Suite voor harmonieorkest no. 2

### Concerten voor orkest of instrumenten
- 1991 Music for Tuba and Orchestra
- 1991 Collection of Medicines voor tuba en piano
- 1993 Three Pieces voor tuba en piano
- 1993/1996 Allegro for Tuba and Orchestra

### Kamermuziek
- 1987 Quintet voor koperkwintet
- 1995 Love Games voor tuba en piano
- Amorous Play voor tuba en piano
- Fantasy for Clarinet and Piano
- N-SARJA voor fluit en piano
- Rohtokokoelma voor fluit (of hobo) en piano
- Four Colours for the wind quintet
- Kasvikokoelma voor klarinet en piano
  1. Lupikka
  2. Lettovilla
  3. Luhtalitukka
  4. Litutilli
  5. Lillukka
  6. Lutukka
  7. Masmalo
  8. Morsinko
- Scene da Northern Carelia voor klarinetensemble
- Trio voor klarinet, viool en cello

### Pedagogische werken
- 30 Etudes for clarinet
- 25 Etudes for clarinet
- 30 etydiä pasuunalle - 30 etudes voor trombone

- Bibliothèque nationale de France: cb139377309 (data)
- Gemeinsame Normdatei: 1020702249
- International Standard Name Identifier: 0000 0003 6449 5607
- Library of Congress Control Number: no95013692
- MusicBrainz: fa153b3e-9499-4d97-8ced-b8d1ee0790da
- Virtual International Authority File: 228713329
- WorldCat: E39PBJqbhPgRFqjP7T7WdgHKVC